# Flower Campings
 (novembre 2023).
Il peut être nécessaire de l'améliorer pour respecter le principe de neutralité de point de vue. Veuillez consulter la page de discussion pour plus de détails.

 (novembre 2023).
- Si vous ne connaissez pas le sujet, laissez ce bandeau (vous pouvez alors contacter les auteurs).
- Si vous supprimez le contenu mis en cause (vous pouvez préalablement contacter les auteurs),

argumentez précisément cette suppression dans la page de discussion
(un manque de référence n'est pas un argument ; une recherche réelle de référence doit avoir été effectuée, être formellement documentée).
Flower Campings est une marque française d'hôtellerie de plein air (ou camping).

## Historique
1er réseau de campings franchisés de France, Flower Campings, créé en 2006, comptabilise aujourd’hui plus de 130 sites déployés sur l’ensemble du territoire[source insuffisante].
Basée en région Occitanie (à Balma, en Haute-Garonne), l’entreprise est dirigée depuis 2022 par Laurent Dusollier, Directeur général du Groupe Odalys.
Filiale du Groupe Odalys depuis 2022, le réseau regroupe sous une même marque des campings privés et publics.

## Chiffres
- Plus de 130 campings en France
- Plus de 16 000 emplacements
- Plus de 210 000 séjours
- 3 millions de nuitées
- 530 000 clients[7]
- 1500 emplois en pleine saison

## Direction du groupe
- Directeur Général Flower Campings : Olivier Kiehl
- Directeur Général adjoint Flower exploitation Campings Loïc Van Der Linden
- Directrice de la franchise : Véronique Decamps